# Liste der Bischöfe von Hertford
Die Liste der Bischöfe von Hertford stellt die bischöflichen Titelträger der Church of England, der Diözese St Albans, in der Province of Canterbury dar. Der Titel wurde nach der Stadt Hertford, Hertfordshire benannt.
| Liste der Bischöfe von Hertford | Liste der Bischöfe von Hertford | Liste der Bischöfe von Hertford | Liste der Bischöfe von Hertford                           |
| ------------------------------- | ------------------------------- | ------------------------------- | --------------------------------------------------------- |
| Von                             | Bis                             | Name                            | Anmerkungen                                               |
| 1889                            | 1967                            | Abeyance                        | Abeyance                                                  |
| 1967                            | 1971                            | John Albert Trillo              | vorher Bischof von Bedford, danach Bischof von Chelmsford |
| 1971                            | 1974                            | Victor Whitsey                  | danach Bischof von Chester                                |
| 1974                            | 1981                            | Peter Mumford                   | danach Bischof von Truto                                  |
| 1982                            | 1989                            | Ken Pillar                      |                                                           |
| 1990                            | 2001                            | Robin Smith                     |                                                           |
| 2001                            | 2010                            | Christopher Foster              | danach Bischof von Portsmouth                             |
| 2010                            | 2014                            | Paul Bayes                      | danach Bischof von Liverpool                              |
| 2015                            | 2022                            | Michael Beasley                 | danach Bischof von Bath und Wells                         |
| 2023                            | Gegenwart                       | Jane Mainwaring                 |                                                           |